# Pietro Giubilo
Pietro Giubilo (Roma, 29 agosto 1942) è un politico italiano, sindaco di Roma dal 1988 al 1989.

## Biografia

### Prime esperienze politiche
Funzionario regionale, in gioventù aderisce a un movimento politico di estrema destra, in seguito s'iscrive alla Democrazia Cristiana. Vicino a Vittorio Sbardella, fa parte della corrente di Giulio Andreotti, per poi seguire Sbardella dopo la fuoriuscita di quest'ultimo dalla corrente nel 1992. È soprannominato "il monaco" per l'aspetto allampanato e per le abitudini francescane.

### Amministratore comunale e Sindaco di Roma
Nel maggio 1985 è eletto consigliere comunale di Roma, e dal 31 luglio dello stesso anno al 6 agosto 1988 è assessore ai Lavori pubblici della giunta guidata da Nicola Signorello. È eletto sindaco il 6 agosto 1988, ma si dimette il successivo 29 marzo, a causa di una vicenda giudiziaria dalla quale sarà integralmente scagionato. Resta in carica solo per gli affari correnti fino allo scioglimento anticipato del Consiglio comunale.
Avvalendosi dei poteri assegnati alla giunta dalla legge allora in vigore, nel caso che la convocazione del consiglio comunale non fosse possibile, l'amministrazione Giubilo dimissionaria approva un numero impressionante di delibere, di cui ben 1.200 il giorno prima dello scioglimento e la nomina del commissario prefettizio Angelo Barbato il 10 luglio 1989.

### Impegni politici successivi
Rinuncia a presentarsi alle elezioni amministrative anticipate dell'ottobre 1989. Segretario del Comitato romano della Dc fino al 1992, in seguito aderisce all'Udc ed è animatore di alcuni circoli culturali. È stato dirigente della Regione Lazio.